# Solbjerg Sogn (Rebild Kommune)
 For alternative betydninger, se Solbjerg Sogn. (Se også artikler, som begynder med Solbjerg Sogn)
Solbjerg Sogn er et sogn i Rebild Provsti (Aalborg Stift).
I 1800-tallet var Solbjerg Sogn anneks til Bælum Sogn. Begge sogne hørte til Hellum Herred i Ålborg Amt. Bælum-Solbjerg sognekommune blev ved kommunalreformen i 1970 indlemmet i Skørping Kommune, der ved strukturreformen i 2007 indgik i Rebild Kommune.
I Solbjerg Sogn ligger Solbjerg Kirke.
I sognet findes følgende autoriserede stednavne:
- Birkelund (bebyggelse)
- Birkene (bebyggelse)
- Fredenslund Skov (areal)
- Gammel Wiffertsholm (ejerlav, landbrugsejendom)
- Graverhuse (bebyggelse)
- Hedehuse (bebyggelse)
- Korup (bebyggelse)
- Korup Gårde (bebyggelse)
- Korup Hede (bebyggelse)
- Korup Skovhuse (bebyggelse)
- Ravnborg Skov (areal)
- Solbjerg (areal, bebyggelse, ejerlav)
- Solbjerg Birke (bebyggelse)
- Sønderholt (bebyggelse)
- Sønderskov (areal)
- Treskelshuse (bebyggelse)
- Tvoruplodskov (bebyggelse, ejerlav)
- Vester Korup (bebyggelse, ejerlav)
- Viffertsholm Dyrehave (areal)
- Øster Korup (bebyggelse)